# Reus Sports
Reus Sports va ser una publicació periòdica que va sortir a Reus el 14 de maig de l'any 1923. Portava per subtítol: setmanari de crítica i informació de tota classe d'esports.

### Història
Només es coneix aquest número. A la presentació: «Omplint un buit» expliquen que davant de la quantitat d'aficionats dels esports de tota mena, han decidit crear la publicació per donar satisfacció a tothom. El número parla de futbol  i de ciclisme, i els articles no van signats, a excepció d'un article, «Fem esport» firmat per Marçal Badia on agermana l'exercici físic amb la lluita per l'alliberament nacional: «mirem en l'esport l'alliberació de la pàtria...» A partir de l'any 1895, quan va aparèixer la Revista de Sport, bàsicament dedicada al ciclisme i que va introduir a la ciutat el futbol, van sorgir diversos equips i van popularitzar l'afició, no tant per la quantitat de practicants com per la de seguidors i comentaristes.

### Aspectes tècnics
El número conegut té quatre pàgines mida foli i amb capçalera tipogràfica. Segons la mateixa publicació, valia 10 cèntims el número solt i 50 cèntims la subscripció mensual. S'imprimia a la Impremta Biblioteka, una empresa fundada per Marcial Badia Arnal, un tipògraf socialista instal·lat a Reus, que havia adquirit les premses de la Gutenberg, impremta de Tarragona vinculada a l'editor anarcosindicalista Hermós Plaja.
L'exemplar es conserva a la Biblioteca Central Xavier Amorós, de Reus.